# Crow Head
Crow Head es un pueblo canadiense situado en la provincia de Terranova y Labrador.

## Superficie
Crow Head tiene una superficie de 3,03 km².

## Demografía
En 2021, tenía 156 habitantes, una densidad poblacional de 51,5 hab./km², y 106 viviendas.